# Station New Pudsey
New Pudsey is een spoorwegstation van National Rail in Leeds in Engeland. Het station is eigendom van Network Rail en wordt beheerd door Northern Rail. 